# Po Hu
Po Hu (kinesiska: 泊湖) är en sjö i Kina. Den ligger i provinsen Anhui, i den östra delen av landet, omkring 210 kilometer söder om provinshuvudstaden Hefei. Po Hu ligger 9 meter över havet. Arean är 711 kvadratkilometer. Den sträcker sig 42,7 kilometer i nord-sydlig riktning, och 56,2 kilometer i öst-västlig riktning.
Genomsnittlig årsnederbörd är 2 045 millimeter. Den regnigaste månaden är maj, med i genomsnitt 323 mm nederbörd, och den torraste är januari, med 56 mm nederbörd.